# Ішбердинська сільська рада
Ішбе́рдинська сільська рада (рос. Ишбердинский сельский совет) — муніципальне утворення у складі Баймацького району Башкортостану, Росія. Адміністративний центр — село Ішберда.

## Населення
Населення — 1046 осіб (2019, 1153 в 2010, 1279 в 2002).

## Склад
До складу поселення входять такі населені пункти:
| Населений пункт            | Населення, осіб (2002) | Населення, осіб (2010) |
| -------------------------- | ---------------------- | ---------------------- |
| Бурзян-Єлга, присілок      | 114                    | 119                    |
| Зелімово, присілок         | 317                    | 254                    |
| Ішберда, село              | 679                    | 638                    |
| Кріпосний Зілаїр, присілок | 169                    | 142                    |